# أليكس إدواردز (لاعب كريكت)
أليكس إدواردز (2 أغسطس 1975 - ) (بالإنجليزية: Alex Edwards)‏ هو لاعب كريكت بريطاني.